# Уфимская Ленинская мемориальная зона
Уфимская Ленинская мемориальная зона, также Уфимский Ленинский мемориал — филиал Центрального музея В. И. Ленина. Действовал с 2 (5) июля 1982 года по 2002 год.
Существовала рядом с Домом-музеем В. И. Ленина в Новой Уфе, в квартале вдоль улицы Крупской, ограниченном улицами Достоевского и Кирова. Были реконструированы и отреставрированы дома дореволюционной Уфы периода пребывания здесь В. И. Ленина, а именно 1900 года.

## История
На этой территории воссозданы 14 домов из красного кирпича и 17 надворных построек (конюшня, каретник, колодец для воды, баня), отреставрированы два уцелевших кирпичных двухэтажных дома дореволюционной постройки, замощены улицы булыжником, установлены уличные фонари, разбит парк на всей площади (ныне — сквер на площади двух фонтанов). В самих зданиях разместились разные общественные организации и музейные залы того времени. Эта территория была объявлена памятником архитектуры и истории.
С 1994 года зона стала считаться подразделением Музея этнографии народов Башкортостана, свой охранный статус утратила.
Музейный комплекс просуществовал до 2002 года. Он был полностью снесён в 2002–2003 годах вместе с действительно историческими постройками и памятниками архитектуры рубежа XIX–XX века. Вместо него, в 2003–2005 годах, были возведены жилой комплекс «Ленинский мемориал», два административно-офисных и развлекательных здания, устроена площадь двух фонтанов и автостоянка. Частично сохранился парк как сквер. Позднее также разбит сквер Геодезистов.